# Août 1915 (guerre mondiale)
Juillet 1915 - Août 1915 - Septembre 1915
- 3 août : 
  - Échec italien sur l'Isonzo.

- 5 août : 
  - Début de l'offensive allemande de la bataille de Varsovie, prise de Varsovie, Lublin et Chełm par les troupes allemandes.
  - Bataille de Kefken en mer Noire.

- 21 août : 
  - Déclaration de guerre de l’Italie à l’Empire ottoman.
  - Création de la croix hanséatique de Lübeck par décision du Sénat de la ville de Lübeck : cette croix est attribuée pour mérite de guerre.

- 23 août : 
  - Abandon de la ligne du Bug par les Russes, repoussés sur Brest-Litovsk : la Pologne russe est totalement occupée par les Allemands et les Austro-hongrois.

- 26 août : 
  - En France, vote de nouveaux crédits militaires par la chambre des députés.

- 27 août : 
  - Échec de la présentation du premier char russe.